# Jennifer Connelly
Jennifer Lynn Connelly (Cairo, 12 dicembre 1970) è un'attrice ed ex modella statunitense.
Ha debuttato nel cult del 1984 C'era una volta in America di Sergio Leone, interpretando Deborah da bambina. Dopo una serie di film, tra i quali Phenomena del regista Dario Argento e Labyrinth - Dove tutto è possibile con protagonista David Bowie, ha guadagnato il plauso della critica per i suoi ruoli in film come Dark City, Requiem for a Dream e Pollock. Nel 2002 ha ottenuto grandi consensi la sua interpretazione di Alicia Nash in A Beautiful Mind, per il quale ha vinto l'Oscar alla miglior attrice non protagonista, il Golden Globe per la migliore attrice non protagonista e il BAFTA alla migliore attrice non protagonista. Tra i suoi ruoli successivi vi sono il dramma La casa di sabbia e nebbia, il film Marvel Hulk, l'horror Dark Water, il film d'azione Blood Diamond - Diamanti di sangue, la commedia romantica La verità è che non gli piaci abbastanza e l'epico Noah.
È stata il volto della pubblicità della casa di moda Balenciaga, così come per i prodotti cosmetici, Revlon. Nel 2012 molte riviste, tra cui Time, Vanity Fair ed Esquire così come il quotidiano Los Angeles Times, l'hanno inserita nelle loro liste di "donne più belle del mondo".

## Biografia

### L'infanzia, gli studi e la moda
Jennifer è nata a Cairo, nello stato di New York, precisamente sulle Catskill Mountains. Figlia unica, sua madre Eileen era un'antiquaria e gestiva un negozio a Woodstock, mentre suo padre Gerard è proprietario di una piccola industria tessile e in precedenza ha lavorato nel settore dell'abbigliamento per bambini a New York. La famiglia possedeva un'altra proprietà a Bellport, Long Island, sita nella contea di Suffolk.
I suoi nonni paterni erano rispettivamente di religione cattolica irlandese e ascendenza norvegese, mentre quelli materni erano ebrei, appartenenti a famiglie provenienti dall'Impero russo e dalla Polonia, sua madre fu educata in una Yeshivah a New Rochelle. Quando Jennifer aveva quattro anni, la famiglia si trasferì a Brooklyn Heights, nei pressi del Ponte di Brooklyn, dove frequentò la scuola privata Saint Ann's School, a eccezione del quarto anno, a causa del trasferimento a Woodstock, dove si è poi diplomata..
Un dirigente pubblicitario amico di famiglia suggerì al padre di Jennifer che sua figlia sarebbe potuta diventare un'importante baby modella, viste le particolari doti fisiche, ragion per cui consigliò di fare un provino in una agenzia di moda. Andarono così alla ricerca di un rappresentante, trovandolo nella prestigiosa Ford Agency e, dopo la scuola, Eileen portò la figlia in città per le audizioni. All'età di dieci anni Jennifer esordì lavorando come modella e sfondando nel campo della pubblicità per poi dedicarsi a spot televisivi. Di quei giorni Jennifer afferma di non ricordare molto, a parte una réclame per la carta igienica della Scott.

### Il debutto al cinema
Iniziò a recitare per il cinema negli anni dell'adolescenza. Il suo lavoro la portò ovunque, in particolare in Europa e, mentre si trovava in Gran Bretagna, fece il suo debutto sullo schermo nel video musicale della canzone Union of the Snake dei Duran Duran. Nel 1982 ottenne una parte in un episodio della fortunata serie televisiva thriller Il brivido dell'imprevisto, sinistra trasposizione delle storie di Roald Dahl.
Il suo primo ruolo cinematografico, piccolo ma significativo, fu quello della giovane ballerina Deborah Gelly, una parte da non protagonista affidatale da Sergio Leone su consiglio di un direttore di casting, nell'epico gangster movie C'era una volta in America, uscito nel 1984, ma girato in gran parte nel 1982, quando aveva undici anni. Robert De Niro interpreta Noodles, James Woods interpreta Max, c'erano anche Joe Pesci, James Russo ed Elizabeth McGovern nel ruolo di Deborah adulta, l'amore della vita di Noodles. Leone aveva bisogno di una ragazza che interpretasse il ruolo di Deborah da giovane, qualcuno che fosse anche in grado di danzare con grazia. La Connelly dichiarò che quella fu l'audizione più facile della sua vita. Il primo giorno danzò; il secondo giorno fece un incontro con Leone; il terzo giorno fece un incontro con Leone e De Niro e fu ingaggiata. A quanto pare, il suo naso le fu d'aiuto: era proprio come quello della McGovern.

### I primi film da protagonista

Jennifer Connelly in Phenomena di Dario Argento (1985)

Lavorò in seguito a fianco di Daria Nicolodi e di Donald Pleasence nell'horror italiano Phenomena (1985) diretto da Dario Argento, dove interpretò un'adolescente statunitense in grado di comunicare con gli insetti, impegnata ad affrontare un feroce assassino in un ovattato collegio svizzero, e in Sette minuti in Paradiso, recitando la parte di una studentessa modello che ospita in casa un suo amico problematico, con grande dispiacere del suo fidanzato.
Divenne presto conosciuta recitando a fianco di David Bowie in Labyrinth - Dove tutto è possibile, film fantastico del 1986 di Jim Henson, ormai un cult anche se all'epoca non aveva riscosso il successo sperato. In Labyrinth, la Connelly ricopre il ruolo di una giovinetta che, frustrata dal dover fare da babysitter al fratello, chiama i goblin perché se lo portino via, compito che svolgono con cura. Questo film, diretto dal creatore dei Muppet Jim Henson e prodotto da George Lucas, vede la protagonista andare alla scoperta della chiave del labirinto del Re dei Goblin e salvare il suo fratellino, incontrando mostri bizzarri e tutti i tipi di animali fantastici durante il percorso. David Bowie, che aveva anche scritto alcune canzoni appositamente per il film, disse che la ragazza gli ricordava Elizabeth Taylor da giovane.
Seguì Some Girls (1988), il debutto da regista di Michael Hoffman che avrebbe poi continuato con Restoration - Il peccato e il castigo e Un giorno, per caso. Si trattava di una bizzarra commedia nera nella quale lo studente Patrick Dempsey va in Québec per trascorrere il Natale con la sua ragazza, Gaby D'Arc, interpretata dalla Connelly. Al suo arrivo, ella dichiara di non amarlo più, ma lui rimane nei paraggi per ricevere lezioni di vita e d'amore dalle avvenenti sorelle di Gaby, da suo padre che passa la maggior parte del suo tempo nudo e da sua nonna, convinta che egli sia il suo defunto marito. La Connelly ha continuato la sua carriera a livello internazionale interpretando una ballerina nel film italiano Étoile (1989).

### Pausa di riflessione e carriera altalenante
Dopo tutto ciò arrivò una pausa e una seria valutazione della sua vita. "Ho cominciato a lavorare che ancora non avevo capito com'ero dentro", spiegò più tardi; "quando ero ancora un burattino che camminava. Alcuni dei film che ho girato... guardo indietro e rabbrividisco". Da allora si domandò se davvero avesse voluto essere un'attrice, se davvero intendeva crescere davanti a un pubblico. Decise di sì. Dopo aver frequentato discoteche non avendo l'età per farlo, iniziò a vestirsi di nero e ad ascoltare la musica dei Cure.
Con gli anni novanta arrivò il meglio e il peggio della sua precoce carriera. In The Hot Spot - Il posto caldo (1990), diretto da Dennis Hopper (che l'aveva notata in Some Girls), Don Johnson ricopre il ruolo di un ragazzo violento che giunge in auto in una piccola cittadina del Texas, trova un lavoro, pianifica una rapina in banca, attrae le attenzioni della moglie del capo, Virginia Madsen, e si innamora della giovane ragazza della contabilità interpretata dalla Connelly. Jennifer, che ora è una donna voluttuosa, riceve le attenzioni di molti critici maschi, soprattutto quando è seminuda. Parlando della sua occasionale nudità nel film Jennifer ha poi dichiarato: "Sono state esperienze formative, in passato ero molto riservata e timida. Ero una brava bambina e volevo esserlo, ma ciò non può portare a una riservatezza tale da essere ostacolante. È stato un processo graduale". Il film non fu comunque un successo né di critica né commerciale.
Insieme a una serie di film commerciali di minore successo, seguì la commedia Tutto può accadere, una romantica commedia scritta da John Hughes, che vedeva la Connelly nei panni di una ricca ragazza intrappolata per una notte in un negozio con un ragazzo privo di fascino, interpretato da Frank Whaley. I due iniziano a comprendersi a vicenda, quando improvvisamente il negozio viene scassinato da due ladri. La rivista People accusò il fatto che il film strumentalizzasse il corpo dell'attrice e la campagna pubblicitaria confermò la loro opinione. Tra le pubblicità c'era una silhouette di cartone, ripresa da una scena che includeva un cavallo meccanico, dove Whaley sta guardando Jennifer e la didascalia recitava "Lui sta per avere la cavalcata della sua vita".

### Gli studi di recitazione e la breve parentesi musicale
Venne definita sulla copertina di Esquire del mese di agosto 1991 uno dei personaggi più amati dalle donne. Apparve accanto a Jason Priestley nel video musicale della canzone "I Drove All Night" di Roy Orbison nel 1992, entrata nella top ten 4 anni dopo la morte dell'artista. Su invito del padre, desideroso che la figlia completasse gli studi non ostacolando mai la sua carriera come modella, iniziò a frequentare il corso di letteratura inglese alla Yale University, dove si laureò per poi passare due anni dopo alla Stanford University dedicandosi al teatro classico e drammatico. In seguito si applicò nella recitazione sotto la guida di prestigiosi insegnanti come Roy London, Howard Fine e Harold Guskin. Divenne quindi famosa nel Sol Levante quando incise un singolo in Giappone intitolato Monologue of Love, nel quale l'attrice canta in giapponese e rilascia - nel lato B - un'intervista accompagnata dal sottofondo musicale.

### Gli anni novanta
Nel 1991 fu impegnata nel costoso film Le avventure di Rocketeer della Disney, recitando con il suo fidanzato di allora Billy Campbell; tale esperienza non diede una svolta alla sua carriera, anzi si rivelò un fallimento, tanto da indurla a prendersi un periodo di pausa. Il film, che narra di un giovane pilota che scopre uno zaino a razzo e lo utilizza per salvare la sua fidanzata e combattere contro gangster e nazisti negli anni trenta a Hollywood, avrebbe dovuto raggiungere nelle intenzioni il successo delle pellicole di Indiana Jones. Nonostante fosse godibile, il film fu surclassato al botteghino da Terminator 2 e Robin Hood - Principe dei ladri.
Recitò in The Heart of Justice, film tv in cui Eric Stoltz ricopriva il ruolo di un giornalista coinvolto negli affari sospetti e probabilmente vergognosi di una facoltosa famiglia della Upper East Side. Jennifer era la bellissima figlia attorno a cui girava il sospetto e c'erano anche delle comparsate di Hopper, Dermot Mulroney (con cui aveva recitato in Career Opportunities), Vincent Price e William H. Macy. Ci fu quindi D'amore e ombra, tratto dall'omonimo romanzo di Isabel Allende, dove recita al fianco di Antonio Banderas nella parte di Irene, una giornalista di famiglia benestante durante la dittatura cilena del generale Pinochet. Incarnò poi un altro personaggio distaccato, questa volta una collegiale lesbica, mentore di Kristy Swanson, nel film L'università dell'odio di John Singleton.
Nel film indipendente Far Harbor del 1996 diede una notevole interpretazione, recitando nella parte di una dei sette giovani che passano un fine settimana a Long Island. Questo film fu girato a Sag Harbour, una ex città baleniera vicina a Bellport, dove Jennifer Connelly aveva passato parte della sua giovinezza. Un'altra sua coprotagonista è stata Marcia Gay Harden, che ha fatto ancora coppia con lei - vincendo un Oscar - nel film Pollock.
Nel 1996 nel thriller Scomodi omicidi interpretò la sirena che ammalia sia Nick Nolte che John Malkovich in una Los Angeles degli anni quaranta. A quel punto la sua vita cambiò. Incontrato il fotografo David Dugan durante un'arrampicata a nord di New York, intraprese con lui un'attiva relazione che condusse la coppia ad affrontare la scalata dei Grand Tetons di Wyoming e del Monte Shasta in California. Dalla stessa nacque il piccolo Kai, il cui imminente arrivo fu annunciato al Rosie O'Donnell Show da Jennifer. L'attrice afferma che l'arrivo di Kai la obbligò a fare il punto sulla sua vita e sulla sua carriera.
Iniziò ad apparire in piccoli ruoli in film notevoli, come Innocenza infranta del 1997, dove si fece notare nel ruolo di cattiva ragazza insieme a Billy Crudup, Joaquin Phoenix e Liv Tyler. Del 1998 è il film fantascientifico Dark City di Alex Proyas (regista de Il corvo) che le diede la possibilità di lavorare con attori del livello di Rufus Sewell, William Hurt, Ian Richardson e Kiefer Sutherland. In questo film Jennifer ricoprì il ruolo della moglie di Rufus Sewell, un uomo che si sveglia in un mondo oscuro e scopre di non avere ricordi e di essere circondato da gente che può far morire, spostare e poi far rivivere qualunque cosa.
Dopo Waking the Dead, nel 2000 l'attrice rivisitò la sua immagine ingenua, anche se in modo più sobrio, per il biografico Pollock (presentato alla Mostra del cinema di Venezia) in cui ha interpretato una delle amanti del pittore Jackson Pollock.

### L'affermazione negli anni 2000
Jennifer Connelly non venne notata dalla critica fino al 2000, quando uscì il pluripremiato Requiem for a Dream di Darren Aronofsky. Nel film, presentato al festival di Cannes, recita il ruolo di una tossicodipendente sull'orlo di una crisi insieme a Jared Leto e Marlon Wayans, facendosi apprezzare nuovamente dalla critica e svelandosi in tutte le proprie potenzialità drammatiche. Per documentarsi seguì Aronofsky e il coprotagonista Jared Leto nelle loro escursioni nel Lower East Side di New York, dove osservarono veri drogati darsi alle loro "attività endovenose".
Secondo Aronofsky la Connelly non rimase affatto sconcertata; al contrario Requiem for a Dream sembrò donarle sicurezza mentre si lanciava nella terribile discesa del suo personaggio. A un certo punto, quando il suo personaggio è ormai divenuto una prostituta imbottita di droga, esegue nuda una performance lesbica in un night-club, con tanto di giocattoli erotici, davanti a un gruppo di uomini d'affari urlanti. La scena è costata al film il divieto ai minori di 17 anni, dato che Aronofsky si rifiutò di modificarla: dichiarò che doveva mostrare quanto in basso si possa scendere.
Questa interpretazione valse alla Connelly diverse candidature a premi come gli Independent Spirit Awards, ma soprattutto mise in luce il suo talento per lungo tempo ignorato. Subito dopo interpretò la tosta responsabile dei broker Catherine Miller nella serie The Street, un ruolo che accettò perché lo poteva interpretare vicino alla sua casa di Manhattan; i produttori le misero a disposizione una sala giochi per il giovane Kai.
L'anno seguente arrivò la definitiva consacrazione di pubblico e critica con A Beautiful Mind, di Ron Howard, in cui l'attrice interpreta il ruolo di Alicia Nash, la moglie sofferente del brillante e schizofrenico matematico John Nash (interpretato da Russell Crowe), che vinse il Premio Nobel nel 1994; il film riscosse un vasto successo commerciale e di critica, facendole vincere un Golden Globe e un Oscar alla miglior attrice non protagonista. La sua partecipazione in A Beautiful Mind le ha inoltre meritato un articolo sul Time. Sul set del film conobbe anche Paul Bettany, che interpreta Charles, l'amico immaginario di Nash; i due si sposarono nel 2003.
Dopo questo grande successo Jennifer trovò altre parti interessanti a fianco di registi e attori prestigiosi: nel 2003 si dedicò a Hulk, versione di Ang Lee del celebre personaggio dei fumetti, in cui la Connelly vestiva i panni di Betty Ross, scienziata ricercatrice ed ex fidanzata del tormentato Bruce Banner di Eric Bana, che lotta per aiutarlo a trovare una cura per la sua insolita condizione "verde" e allo stesso tempo contrasta il padre militare, un generale impegnato a uccidere il mostro. Come Fay Wray in King Kong, Betty è l'unica che riesce a calmare la bestia selvaggia ma, con un copione che scava nel profondo delle relazioni tra genitori e figli, la Connelly non è stata scelta solamente per il suo bel viso. Il film ebbe tuttavia scarso successo.
Fu poi la protagonista del drammatico La casa di sabbia e nebbia, tratto da un romanzo di Andre Dubus III, che ricorda da vicino un suo film indipendente realizzato sul finire degli anni novanta. La pellicola la vede nei panni di una moglie abbandonata, che perde la casa di famiglia ereditata dal padre, a causa di un errore burocratico. A cogliere l'occasione è l'immigrato Ben Kingsley che sta cercando una casa per la sua famiglia esiliata e in disgrazia. Emotivamente instabile, la Connelly non riesce a lasciare la casa, è troppo legata al suo senso di orgoglio e tradizione, ma nemmeno Kingsley ci riesce, dato che sta lavorando estremamente duro per ricostruire quelle stesse sensazioni per se stesso. Nell'esplorazione di due culture statunitensi molto differenti e di un modo molto diverso di come vengono trattate, la storia oscilla quindi tra conflitto e terribile tragedia. Lodato dalla critica, il film vedrà Kingsley candidato all'Oscar per la quarta volta. Dopo ciò la Connelly resterà lontana dagli schermi per due anni.

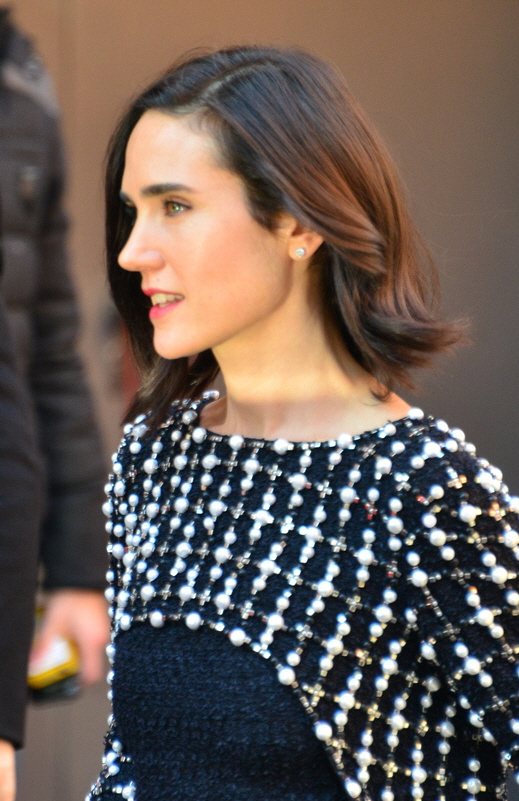
Jennifer Connelly al Festival di Berlino 2014

Nel 2005 è la volta di Dark Water, del regista brasiliano Walter Salles, remake di un noto film dell'horror giapponese. Qui interpretò una moglie abbandonata alla ricerca di sistemazione. Questa volta però, al verde e nel disperato tentativo di tenere un tetto sulla testa della figlia, è costretta a rintanarsi in un appartamento buio e conciato da buttar via segnato da macchie misteriose. Quando sua figlia si fa un sinistro amico immaginario iniziano i guai e la Connelly è portata ai limiti della sanità mentale, interpretando non la classica urlatrice ma una madre minacciata.
(Riflessione di Jennifer Connelly sull'acqua, tema di Dark Water)
Il 2006 invece la vede impegnata nel ruolo di una giornalista con il pluricandidato Blood Diamond - Diamanti di sangue di Edward Zwick, con Leonardo DiCaprio e Djimon Hounsou; di seguito ha avuto un ruolo importante al fianco di Kate Winslet in Little Children di Todd Field, una rielaborazione dell'omonimo romanzo. Sebbene il ruolo di Kathy Adamson fosse molto importante nella storia, il regista Todd Field ha dato meno importanza al personaggio sullo schermo, soffermandosi invece sui personaggi interpretati dalla Winslet e da Patrick Wilson. La Connelly apparirà poi in Reservation Road con Joaquin Phoenix ed Elle Fanning, film che ha avuto una limitata distribuzione nel 2007.
Nel 2008 recita il ruolo della scienziata Helen Benson, insieme a Keanu Reeves, nel remake fantascientifico Ultimatum alla Terra. I suoi ruoli del 2009 comprendono una parte in un piccolo thriller indipendente con il marito Paul Bettany e un ruolo da coprotagonista con Jennifer Aniston e Ginnifer Goodwin nel film La verità è che non gli piaci abbastanza. Sempre nel 2008 è stata candidata come "il volto" degli annunci pubblicitari di Balenciaga, nonché testimonial dei cosmetici Revlon. Nel 2011 si è cimentata in Salvation Boulevard, al fianco di Pierce Brosnan e Ed Harris, e con Il dilemma di Ron Howard con Vince Vaughn, Kevin James, Winona Ryder, Queen Latifah e Channing Tatum.
Nel 2014 è stata tra i protagonisti di Storia d'inverno di Akiva Goldsman con Colin Farrell, Russell Crowe, William Hurt, Will Smith e Matt Bomer e del kolossal biblico diretto da Darren Aronofsky, Noah adattamento della storia di Noé presente nel Vecchio Testamento. Nel 2016 è protagonista con Ewan McGregor e Dakota Fanning di American Pastoral, il cui soggetto è tratto dall'omonimo romanzo di Philip Roth.

## Vita privata
L'attrice ha avuto un figlio nel 1997 dalla sua relazione con il fotografo David Dugan. Dal gennaio 2003 è sposata con l'attore Paul Bettany, che ha conosciuto mentre lavorava sul set di A Beautiful Mind. Il primo figlio della coppia, Stellan, è nato il 5 agosto 2003. La seconda figlia, Agnes Lark Bettany, l'8 giugno 2011.
Jennifer Connelly oltre all'inglese, parla anche il francese e un po' di italiano (imparato durante la realizzazione del film Phenomena).

## Filmografia

### Attrice

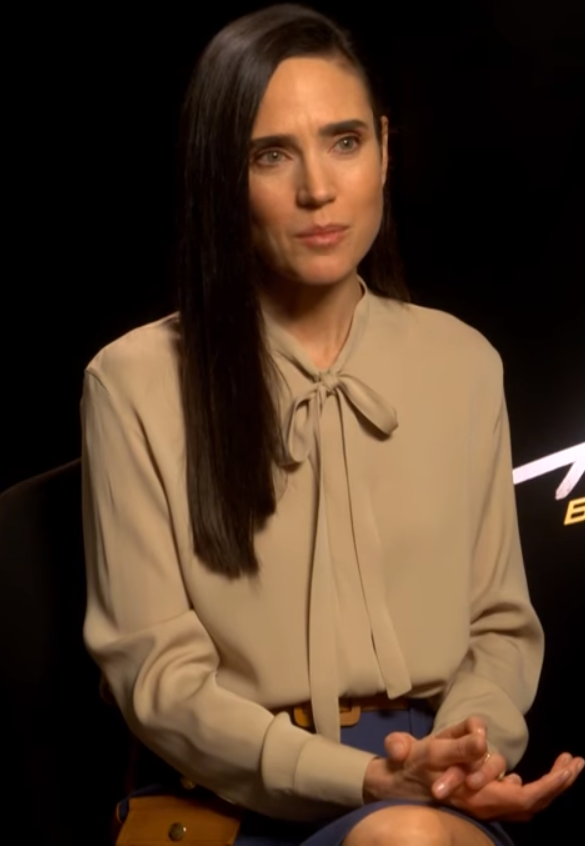
Jennifer Connelly nel 2019

#### Cinema
- C'era una volta in America (Once Upon a Time in America), regia di Sergio Leone (1984)
- Phenomena, regia di Dario Argento (1985)
- Sette minuti in Paradiso (Seven Minutes in Heaven), regia di Linda Feferman (1985)
- Labyrinth - Dove tutto è possibile (Labyrinth), regia di Jim Henson (1986)
- Some Girls, regia di Michael Hoffman (1988)
- Étoile, regia di Peter Del Monte (1989)
- The Hot Spot - Il posto caldo (The Hot Spot), regia di Dennis Hopper (1990)
- Tutto può accadere (Career Opportunities), regia di Bryan Gordon (1991)
- Le avventure di Rocketeer (Rocketeer), regia di Joe Johnston (1991)
- D'amore e ombra (Of love and shadows), regia di Betty Kaplan (1994)
- L'università dell'odio (Higher Learning), regia di John Singleton (1995)
- Scomodi omicidi (Mulholland Falls), regia di Lee Tamahori (1996)
- Far Harbor, regia di John Huddles (1996)
- Innocenza infranta (Inventing the Abbotts), regia di Pat O'Connor (1997)
- Dark City, regia di Alex Proyas (1998)
- Waking the Dead, regia di Keith Gordon (2000)
- Requiem for a Dream, regia di Darren Aronofsky (2000)
- Pollock, regia di Ed Harris (2000)
- A Beautiful Mind, regia di Ron Howard (2001)
- Hulk, regia di Ang Lee (2003)
- La casa di sabbia e nebbia (House of Sand and Fog), regia di Vadim Perelman (2003)
- Dark Water, regia di Walter Salles (2005)
- Little Children, regia di Todd Field (2006)
- Blood Diamond - Diamanti di sangue (Blood Diamond), regia di Edward Zwick (2006)
- Vanity Fair: Killers Kill, Dead Men Die, regia di Annie Leibovitz - cortometraggio direct-to-video (2007)
- Reservation Road, regia di Terry George (2007)
- Ultimatum alla Terra (The Day the Earth Stood Still), regia di Scott Derrickson (2008)
- Inkheart - La leggenda di cuore d'inchiostro (Inkheart), regia di Iain Softley (2008)
- La verità è che non gli piaci abbastanza (He's Just Not That Into You), regia di Ken Kwapis (2009)
- Creation, regia di Jon Amiel (2009)
- Virginia, regia di Dustin Lance Black (2010)
- Il dilemma (The Dilemma), regia di Ron Howard (2011)
- Salvation Boulevard, regia di George Ratliff (2011)
- Stuck in Love, regia di Josh Boone (2012)
- Storia d'inverno (Winter's Tale), regia di Akiva Goldsman (2014)
- Il volo del falco (Aloft), regia di Claudia Llosa (2014)
- Noah, regia di Darren Aronofsky (2014)
- Shelter, regia di Paul Bettany (2014)
- American Pastoral, regia di Ewan McGregor (2016)
- Fire Squad - Incubo di fuoco (Only the Brave), regia di Joseph Kosinski (2017)
- Alita - Angelo della battaglia (Alita: Battle Angel), regia di Robert Rodriguez (2019)
- Top Gun: Maverick, regia di Joseph Kosinski (2022)
- Sergio Leone - L'italiano che inventò l'America, regia di Francesco Zippel - documentario (2022)
- Bad Behaviour, regia di Alice Englert (2023)

#### Televisione
- Il brivido dell'imprevisto (Tales of the Unexpected) – serie TV, episodio 5x05 (1982)
- The Heart of Justice, regia di Bruno Barreto – film TV (1992)
- Out There, regia di Sam Irvin – film TV (1995)
- The $treet – serie TV, 12 episodi (2000-2001)
- Untitled HBO/Rock ‘N’ Roll Project – serie TV (2015)
- Snowpiercer – serie TV, 40 episodi (2020-2024)
- Dark Matter – serie TV, 9 episodi (2024)

#### Videoclip
- Duran Duran Union of the Snake, regia di Simon Milne (1983)
- Goblin Jennifer (1985)
- Joe Satriani Always with Me, Always with You (1988)
- Roy Orbison I Drove All Night, regia di Peter Care (1992)

### Doppiatrice

#### Cinema
- 9, regia di Shane Acker (2009)
- Spider-Man: Homecoming, regia di Jon Watts (2017)

#### Videogiochi
- Spider-Man: Homecoming - Virtual Reality Experience (2017)

## Discografia
EP
- 1986 - Jennifer's X'mas

Singoli
- 1986 - 愛のモノローグ = Monologue Of Love

Collaborazioni
- 2020 - Woodkid  Woodkid For Nicolas Ghesquière (Louis Vuitton Works One)

## Riconoscimenti
- Premio Oscar
  - 2002 – Miglior attrice non protagonista per A Beautiful Mind
- Golden Globe
  - 2002 – Migliore attrice non protagonista per A Beautiful Mind
- AFI Awards
  - 2002 – Attrice dell'anno per A Beautiful Mind
- BAFTA Awards
  - 2002 – Migliore attrice non protagonista per A Beautiful Mind
- Chicago Film Critics Association Awards
  - 2002 – Candidatura come Migliore attrice non protagonista per A Beautiful Mind
- Chlotrudis Awards
  - 2001 – Candidatura come Migliore attrice non protagonista per Requiem for a Dream
- Critics' Choice Movie Awards
  - 2002 – Migliore attrice non protagonista per A Beautiful Mind
  - 2004 – Candidatura come Migliore attrice per La casa di sabbia e nebbia
- Dallas-Fort Worth Film Critics Association Awards
  - 2002 – Candidatura come Migliore attrice non protagonista per A Beautiful Mind
- Empire Awards
  - 2003 – Candidatura come Miglior attrice per A Beautiful Mind
- Fangoria Chainsaw Awards
  - 2006 – Candidatura come Miglior attrice per Dark Water
- Hollywood Film Award
  - 2007 – Migliore attrice non protagonista dell'anno per Reservation Road
- Hollywood Film Festival
  - 2002 – Attrice non protagonista dell'anno
- Independent Spirit Awards
  - 2001 – Candidatura come Migliore attrice non protagonista per Requiem for a Dream
- Kansas City Film Critics Circle Awards
  - 2002 – Miglior attrice non protagonista per A Beautiful Mind
  - 2004 – Migliore attrice per La casa di sabbia e nebbia
- Las Vegas Film Critics Society Awards
  - 2000 – Candidatura come Migliore attrice non protagonista per Requiem for a Dream
  - 2002 – Candidatura come Migliore attrice non protagonista per A Beautiful Mind
- Online Film Critics Society Awards
  - 2001 – Candidatura come Migliore attrice non protagonista per Requiem for a Dream
  - 2002 – Migliore attrice non protagonista per A Beautiful Mind
- Phoenix Film Critics Society Awards
  - 2001 – Candidatura come Migliore attrice non protagonista per Requiem for a Dream
  - 2002 – Migliore attrice non protagonista per A Beautiful Mind
- Satellite Award
  - 2002 – Migliore attrice non protagonista per A Beautiful Mind
  - 2004 – Candidatura come Migliore attrice in un film drammatico per La casa di sabbia e nebbia
- Saturn Award
  - 1995 – Candidatura come Miglior attrice non protagonista per Le avventure di Rocketeer
  - 2004 – Candidatura come Miglior attrice per Hulk
- Screen Actors Guild Award
  - 2002 – Candidatura come Migliore attrice cinematografica per A Beautiful Mind[30]
  - 2002 – Candidatura come Miglior cast cinematografico per A Beautiful Mind
- Southeastern Film Critics Association Awards
  - 2001 – Miglior attrice non protagonista per A Beautiful Mind

## Doppiatrici italiane
Nelle versioni in italiano dei suoi film, Jennifer Connelly è stata doppiata da:
- Barbara De Bortoli in Sette minuti in Paradiso, Waking the Dead, Il dilemma, Stuck in Love, Storia d'inverno, Noah, Top Gun: Maverick, Dark Matter
- Giuppy Izzo in A Beautiful Mind, Hulk, La verità è che non gli piaci abbastanza, Il volo del falco, American Pastoral, Alita - Angelo della battaglia, Snowpiercer
- Silvia Tognoloni in The Hot Spot - Il posto caldo, Le avventure di Rocketeer, Innocenza infranta, Dark City
- Francesca Fiorentini in La casa di sabbia e nebbia, Little Children, Reservation Road
- Ilaria Stagni in Phenomena, Labyrinth - Dove tutto è possibile
- Chiara Colizzi in Dark Water, Blood Diamond - Diamanti di sangue
- Georgia Lepore in C'era una volta in America
- Antonella Rendina in Étoile
- Cinzia De Carolis in Tutto può accadere
- Lorena Bertini in D'amore e ombra
- Emanuela Baroni in L'università dell'odio
- Cristina Boraschi in Scomodi omicidi
- Paola Della Pasqua in Requiem for a Dream
- Roberta Greganti in Ultimatum alla Terra
- Eleonora Reti in Creation
- Claudia Catani in Fire Squad - Incubo di fuoco
- Federica De Bortoli in C'era una volta in America (ridoppiaggio)

Da doppiatrice è sostituita da:
- Francesca Fiorentini in 9
- Erica Necci in Spider-Man: Homecoming

## Citazioni e omaggi
- Nel 1991 la Personality Comics pubblica il fumetto scritto da Stephen Spire III e illustrato da Rod Perry, Ciro Napolitano e Greg Theakston Betty Page & Jennifer Connelly, in cui ritrae varie celebrità femminili, tra cui Jennifer Connelly.[31]